# 新生乡 (大竹县)
新生乡，是中华人民共和国四川省达州市大竹县曾经下辖的一个乡。2019年12月，撤销新生乡，将其所属行政区域划归石桥铺镇管辖。

## 行政区划
新生乡撤销前下辖以下地区：
街道社区、生龙村、小桥村、岩峰村、石柱村、二一村、铁板村、工农村和高兴村。